# Aligia descripta
Aligia descripta är en insektsart som beskrevs av Ball 1931. Aligia descripta ingår i släktet Aligia och familjen dvärgstritar. Inga underarter finns listade i Catalogue of Life.